# Терезино Полє
Терезино Полє (хорв. Terezino Polje) — населений пункт у Хорватії, в Вировитицько-Подравській жупанії у складі громади Лукач.

## Населення
Населення за даними перепису 2011 року становило 269 осіб.
Динаміка чисельності населення поселення:

## Клімат
Середня річна температура становить 11,60 °C, середня максимальна – 26,06 °C, а середня мінімальна – -5,58 °C. Середня річна кількість опадів – 738 мм.
| Клімат поселення                              | Клімат поселення | Клімат поселення | Клімат поселення | Клімат поселення | Клімат поселення | Клімат поселення | Клімат поселення | Клімат поселення | Клімат поселення | Клімат поселення | Клімат поселення | Клімат поселення | Клімат поселення |
| Показник                                      | Січ.             | Лют.             | Бер.             | Квіт.            | Трав.            | Черв.            | Лип.             | Серп.            | Вер.             | Жовт.            | Лист.            | Груд.            |                  |
| Середній максимум, °C                         | 6,14             | 8,20             | 12,90            | 17,60            | 23,48            | 26,06            | 25,81            | 25,06            | 20,35            | 15,26            | 9,72             | 4,99             |                  |
| Середня температура, °C                       | 0,29             | 2,34             | 7,03             | 11,74            | 17,62            | 20,21            | 22,26            | 21,51            | 16,80            | 11,70            | 6,18             | 1,45             |                  |
| Середній мінімум, °C                          | −5,58            | −3,51            | 1,18             | 5,89             | 11,77            | 14,35            | 18,72            | 17,97            | 13,26            | 8,16             | 2,64             | −2,1             |                  |
| Норма опадів, мм                              | 43               | 38               | 44               | 58               | 72               | 87               | 72               | 74               | 63               | 61               | 72               | 54               |                  |
| Середньомісячна швидкість вітру, м/с          | 2.30             | 2.51             | 2.90             | 2.72             | 2.49             | 2.30             | 2.20             | 2.00             | 2.00             | 2.09             | 2.22             | 2.30             |                  |
| Середньомісячна сонячна радіація, кДж/м²·день | 4077             | 6860             | 10752            | 15248            | 19354            | 21480            | 22086            | 19723            | 14533            | 8982             | 4594             | 3332             |                  |
| --------------------------------------------- | ---------------- | ---------------- | ---------------- | ---------------- | ---------------- | ---------------- | ---------------- | ---------------- | ---------------- | ---------------- | ---------------- | ---------------- | ---------------- |
| Джерело:                                      |                  |                  |                  |                  |                  |                  |                  |                  |                  |                  |                  |                  |                  |